# Myrón
Myrón z Eleuther (řecky Μύρων) byl antický řecký sochař, činný zejména v Athénách kolem poloviny 5. století př. n. l. Už ve starověku byl považován za mistra zachycení postav v pohybu. Jeho nejproslulejším dílem je Diskobolos a sousoší Athény a Marsya.

## Život a dílo
Přestože se Myrón narodil mimo Athény, svoji činnost provozoval především zde. Některými antickými autory byl již uváděn jako Athéňan. Jeho rodiště - město Eleutherai - totiž sice leželo v Bojótii, ale pro odpor k Thébám přešlo z bojótského spolku k Athénám. Jinak o jeho životě není mnoho známo.
Již ve starověku byl uznáván jako mistr vyjádření pohybu lidského těla. Této dokonalosti pohybu však chybí dokonalost vyjádření výrazu soch, což se však rozvinulo až v pozdějších dobách. Mimo lidské postavy zobrazoval také zvířata. Byl žákem argejského sochaře Hagelada (stejně jako Feidiás nebo Polykleitos). Svá díla prováděl v bronzu tak, jak se to naučil u svého mistra.
Se stejnou dokonalostí vyobrazoval i zvířata, z nichž ve starověku byla obdivována bronzová kráva. Jak píše Plinius starší, tato socha byla známá spíše verši o ní sepsanými, než sama sebou. Socha krávy byla vedle dalších děl umístěna na Vespasianově foru, zvaném Forum Pacis (podle chrámu Míru (templum Pacis) zde umístěném po vítězství v židovské válce).
Plinius nás také informuje o jeho dalších dílech, kterými měly být socha psa, památník cikády s červenou kobylkou k básni řecké básnířky Erinny, socha Apollóna, Persea, řezbáře, pětinásobného vítěze delfských her, sochy zápasníků a socha Hérakla. Tato socha Herkula byla umístěna v Římě na Circu Maximu. Ve starověku byla známá také jeho socha lakónského vítěze v Olympii Lada, kterého vyobrazil v běhu.
Podle zdroje https://www.scribd.com/document/345299260/Greek-Women-Poets není autorkou básně o Cikádě a sarančeti Erinna, ale Anyte. Plinius v XXXIV. píše o Erinně, která zmiňuje Myrona jako autora pomníku https://www.loebclassics.com/view/pliny_elder-natural_history/1938/pb_LCL394.171.xml?readMode=recto Podle https://www.perseus.tufts.edu/hopper/text?doc=Perseus:text:1999.04.0104:entry=myron-bio-5 The words in the passage of Pliny, fecisse et cicadae monumentum ac locustae carminibus suis Erinna siynifieat, are a gross blunder, which Pliny made by mistaking the name of the poetess Myro in an epigram by Anyte (or Erinna, Anth. Pal. 7.190) for that of the sculptor Myron. Pravděpodobnost záměny Myro za Myrona je ale na základě četby básně nepochopitelná. 

## Diskobolos

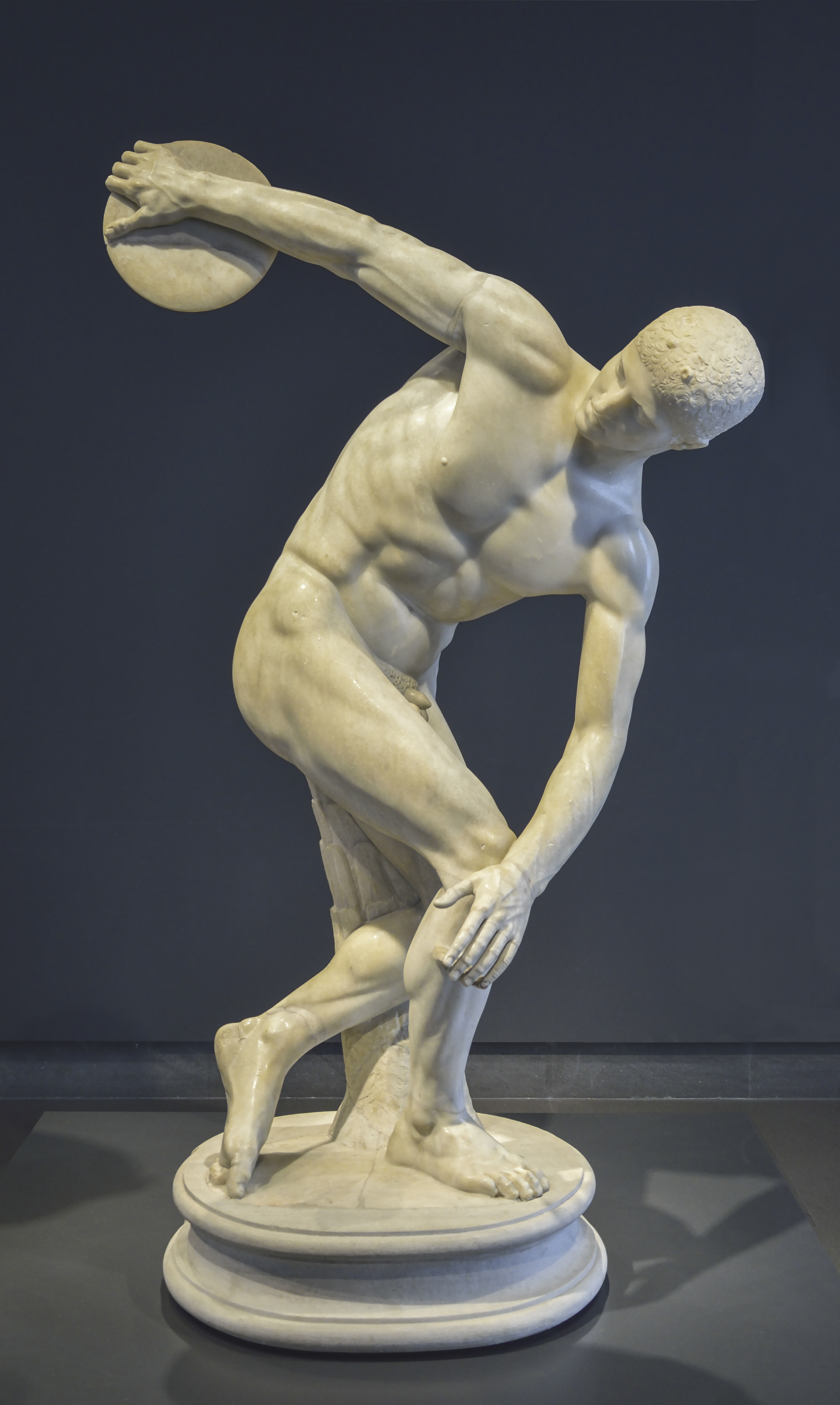
Diskobolos Lancelotti

Sochu tvořil v letech 465-460 př. n. l. Jde o mladíka, který se s vypjetím všech sil právě chystá vymrštit disk. Jak vidíme z kopií, stojí v hlubokém předklonu na pokrčené pravé noze, levou nohou se o zem opírá jen špičkou. Na těle jsou vyobrazeny detaily žeber, hrudníku, břicha a úponů svalů. Jeho obličej je úzký, přičemž vlasy netvoří prstýnky, ale krátké kadeře.
Dochován je nám z kopií. Nejznámější je mramorová kopie uchovaná v paláci Lancelotti v Římě pocházející z 1. stol. n. l. Na této soše jsou pro zpevnění použity můstky mezi konečky prstů a lýtkem, což však v bronzovém originálu potřeba nebylo. Výběžky na hlavě jsou značkami pro kopisty - pomáhaly jim udržet kompozici sochy. Další kopie pochází z Kastelporciana, je to však jen torzo.

## Athéna a Marsyás

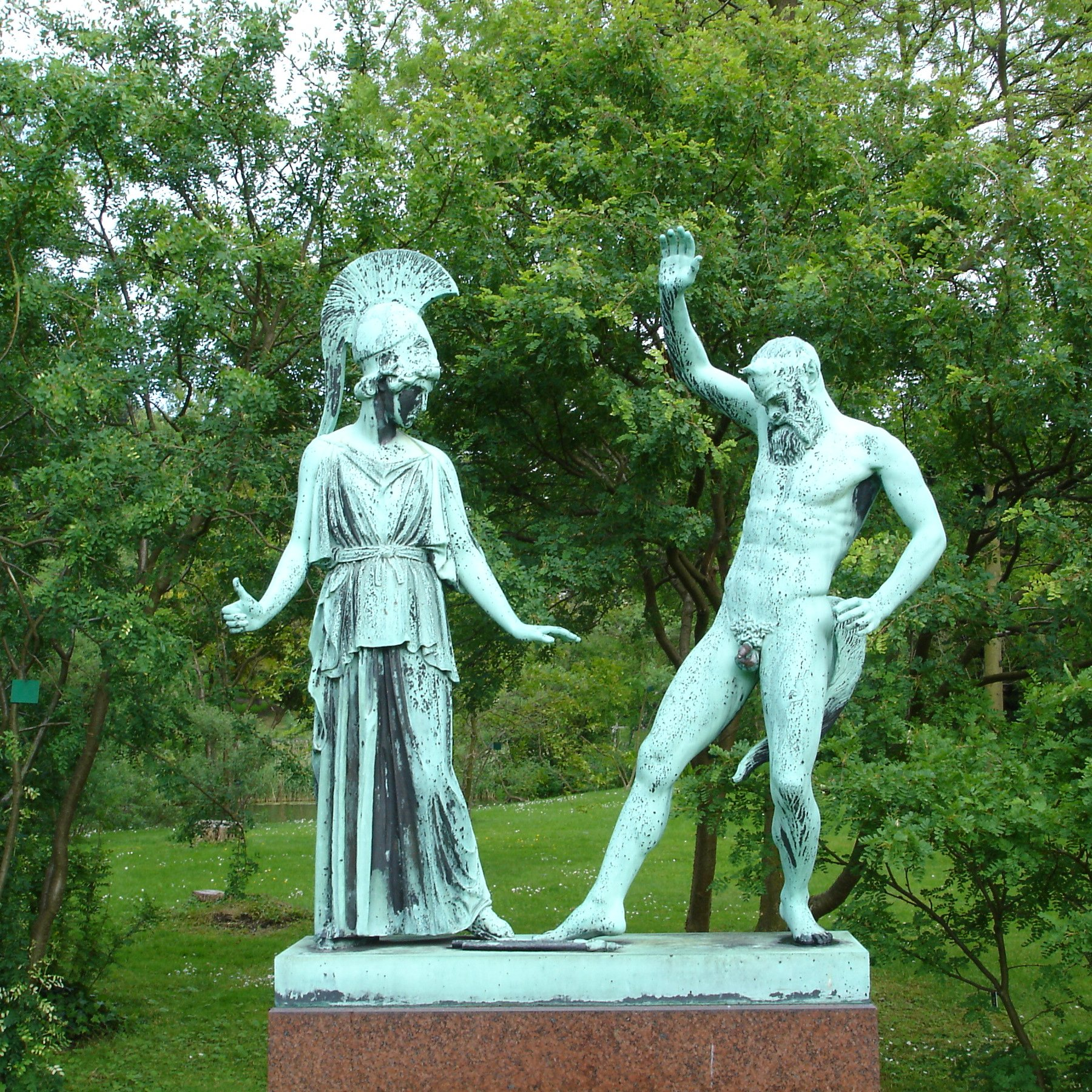
Athéna a Marsyás, kopie v Kodani

Sousoší vzniklo kolem roku 450 př. n. l. a jeho originál byl vystaven na athénské Akropoli. Je vyjádřením protikladu řeckého a barbarského světa, kdy řecký svět znázorňuje postava štíhlé bohyně a barbarský svět představuje polozvířecí silén Marsyás. Postavy se v kopiích zachovaly odděleně, ale díky vyobrazení na tzv. Finlayově kratéru z 1. stol. n. l. víme, jak vypadalo celé sousoší.
Athéna je dcerou nejvyššího z bohů - Dia. Sama je bohyní moudrosti, vítězně vedená války, ochránkyně práva, spravedlnosti a umění. V souboji s Poseidonem získala patronát nad Attikou tím, že jejím obyvatelům darovala olivu.
Marsyás je Satyr nebo Silén z Frygie. Jeho původ je v mýtech různý. Poté, co nalezl Athéninu flétnu, naučil se na ni hrát. Avšak na svoji hru byl natolik pyšný, že vyzval Apollóna hrajícího na lyru, aby své umění poměřili. Poražený měl být stažen zaživa z kůže. Marsyás prohrál a ze slz jeho druhů vytryskl pramen fryžské řeky, jež dostala jméno Marsyás.

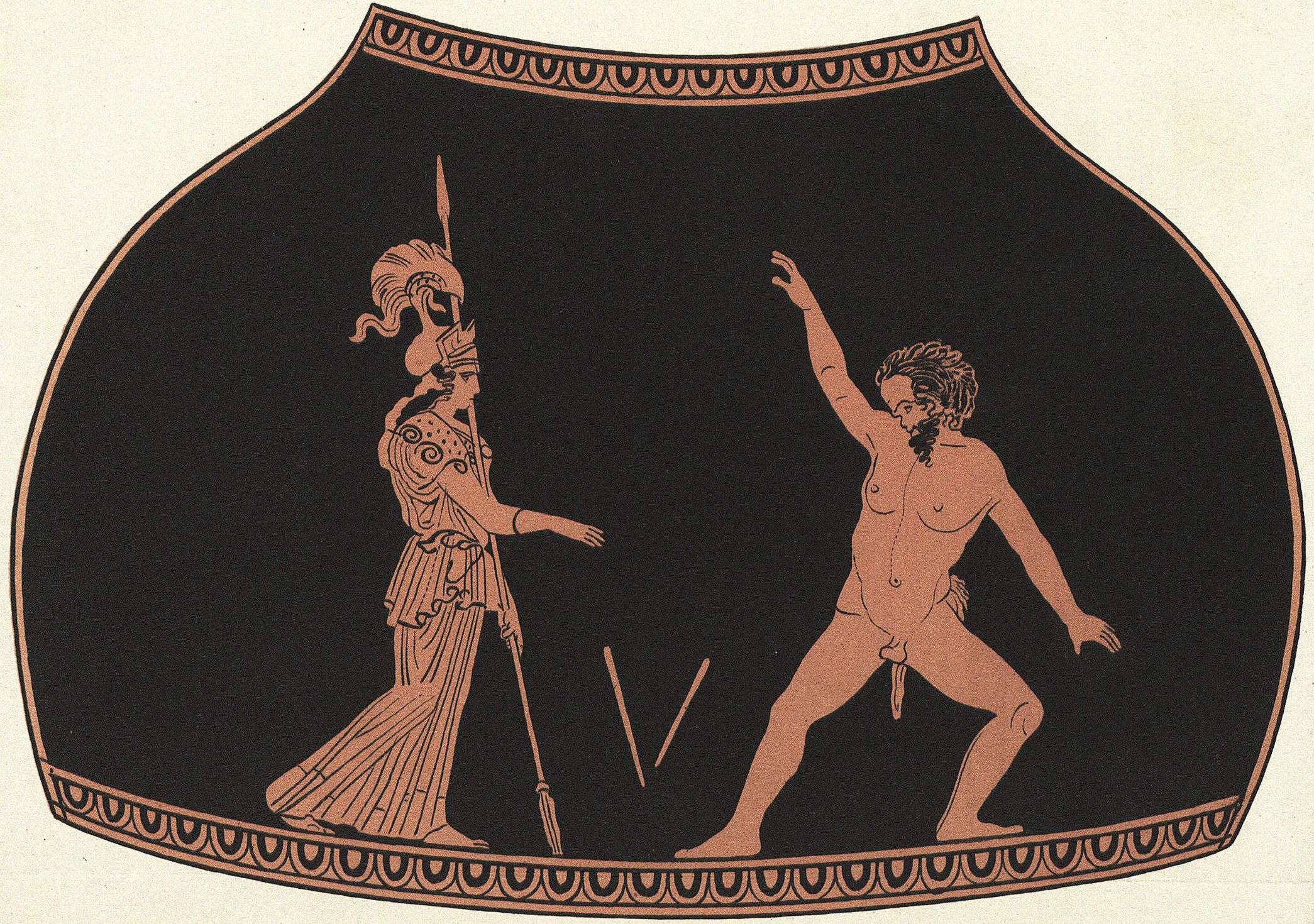
Kresba Athény s Marsyem na váze

Sousoší vyobrazuje moment, kdy Athéna zahazuje dvojitou píšťalu - diaulos, protože zjistila, že hra na ni jí hyzdí tvář. V tu chvíli vyskočil ze křoví Marsyás a chtěl se píšťalky zmocnit. Avšak mocné božské gesto Athény jej v tomto jeho počínání zastavilo.
Podle gesta Athény jí v rekonstrukcích bylo doplněno kopí. Na hlavě má korintskou přilbu s vysokým chocholem. Oděna je v peplu. Zobrazena je jako mladá dívka s výraznýma očima. Kontrapost jejího postoje je výrazný, přičemž je znázorněno jak pokrčení nohy, tak i prostorové vytočení postavy. Marsyás v bronzovém podání nepotřeboval žádnou podporu, socha je balancující na špičkách, čemuž je přizpůsobeno celé tělo. Jakožto Silén má pro ně typické vyobrazení - placatý nos, malé oči, velká ústa, rozcuchané vlasy.
Sousoší je nám dochováno také pouze z rekonstrukcí. Tu první vytvořil v pražském muzeu odlitků prof. Wilhelm Klein za pomoci Myslbekových žáků. Dílo je dodnes reprodukováno.